# Played on Pepper
Played on Pepper er det tredje studiealbum fra den danske softrock og poprock-gruppe Michael Learns to Rock. Det blev udgivet den 28. august 1995 via Medley Records i Europa. Førstesinglen fra abummet var "Someday" (1995), og den blev efterfulgt af "That's Why (You Go Away)" (1995), "How Many Hours" (1996) og til slut "Love Will Never Lie" (1996).
I maj 1996 havde albummet solgt over 1 million eksemplarer på verdensplan, hvoraf de 120.000 var solgt i Danmark.

## Spor
Alt musik komponeret af Jascha Richter.
| #   | Titel                      | Producer(e)            | Længde |
| --- | -------------------------- | ---------------------- | ------ |
| 1.  | "Breaking the Rules"       | Michael Learns to Rock | 4:22   |
| 2.  | "Someday"                  | Michael Learns to Rock | 3:52   |
| 3.  | "That's Why (You Go Away)" | Michael Learns to Rock | 4:10   |
| 4.  | "Love Will Never Lie"      | Michael Learns to Rock | 3:34   |
| 5.  | "Judgement Day"            | Michael Learns to Rock | 4:32   |
| 6.  | "Hot to Handle"            | Michael Learns to Rock | 3:43   |
| 7.  | "How Many Hours"           | Michael Learns to Rock | 3:23   |
| 8.  | "You'll Never Know"        | Oli Poulsen            | 3:33   |
| 9.  | "Take Off Your Clothes"    | Michael Learns to Rock | 6:32   |
| 10. | "Naked Like the Moon"      | Michael Learns to Rock | 3:28   |

| Japansk bonusnummer | Japansk bonusnummer | Japansk bonusnummer | Japansk bonusnummer | Japansk bonusnummer | Japansk bonusnummer | Japansk bonusnummer | Japansk bonusnummer | Japansk bonusnummer | Japansk bonusnummer |
| Nr.                 | Titel               | Længde              |                     |                     |                     |                     |                     |                     |                     |
| ------------------- | ------------------- | ------------------- | ------------------- | ------------------- | ------------------- | ------------------- | ------------------- | ------------------- | ------------------- |

| 11. | "That's Why (You Go Away)" (string arrangement) (unreleased) | 4:24 |
| 12. | "Time for Changes" (Bonus track)                             | 3:55 |
| 13. | "The Loss Of A Friend" (It Never Rains on Bali version)      | 5:02 |
| 14. | "That's Why (You Go Away)" (Demo)                            | 4:41 |
| 15. | "How Many Hours" (Demo)                                      | 5:01 |
| 16. | "Someday" (Demo)                                             | 4:16 |